# Blatiny
Blatiny, bis 1924 Novosady (deutsch Neustift), ist ein Ortsteil von Sněžné in Tschechien. Er liegt zwei Kilometer westlich von Sněžné und gehört zum Okres Žďár nad Sázavou.

## Geographie
Blatiny befindet sich im Südosten der Saarer Berge.
Das Dorf liegt am nordöstlichen Fuße der Teplá (Samotinberg, 782 m). Nordwestlich erheben sich die geschützten Felskuppen der Malinská skála (Malinischer Fels, 811 m), Drátenická skála (Drahtiger Fels, 775 m), und Devět skal (Neun Felsen, 836 m), im Nordosten liegen der Vysoký kopec (Hoher Berg, 806 m) und  Buchtův kopec (Löwenberg, 813 m), im Westen Na Vrších (726 m) und Jelínkův les (707 m).
Nachbarorte sind Milovy im Norden, Podlesí und Zálesí im Nordosten, Sněžné im Osten, Vříšť im Südosten, Krátká und Kadov im Süden, Fryšava pod Žákovou horou im Südwesten, Samotín im Westen sowie Moravské Křižánky im Nordwesten.

## Geschichte
Der Ort entstand während der letzten Kolonisationsphase auf dem Gebiet der Herrschaft Neustadtl am Übergang vom 17. zum 18. Jahrhundert, nachdem das Brünner Adelige Fräuleinstift Maria Schul die Wälder zur Besiedlung freigegeben hatte. 1707 wurde der Ort erstmals als Neustift erwähnt. 1735 ließ die Vorsteherin des Stifts, Maria Josepha Gräfin von Hohenzollern, die  Grundstücke der inzwischen 16 Chaluppen vermessen und schrieb Newstiefft als neues untertäniges Dorf  der Herrschaft Neustadtl zu. Zu den Dienstbarkeiten gehörte auch das Sammeln von Haselnüssen, Pilzen und Morcheln. Das älteste Ortssiegel stammt von 1768. Der Name des Ortes, der zunächst auch als Najštift geschrieben wurde, wurde im Laufe des 19. Jahrhunderts als Nové Sady bzw. Novosady ins Tschechische übertragen. Von den Bewohnern wurde das Dorf meist Blatiny genannt.
Nach der Aufhebung der Patrimonialherrschaften bildete Nové Sady/Neustift ab 1850 mit dem Ortsteil Samotín eine Gemeinde im politischen Bezirk Neustadtl. 1904 löste sich Samotín los und bildete eine eigenständige Gemeinde. Im Jahre 1924 wurde der volkstümliche Name Blatiny zum amtlichen Ortsnamen. Zu Beginn des Jahres 1949 wurde Blatiny dem  Okres Žďár nad Sázavou zugeordnet. 1962 erfolgte die Eingemeindung nach Sněžné. 1991 hatte das Dorf 47 Einwohner. 2001 bestand das Dorf auf 60 Häusern, in denen 48 Menschen lebten.

## Sehenswürdigkeiten
- Naturreservate Lisovská skála, Malinská skála und Drátenická skála
- Denkmalgeschützte 25 m hohe Sommerlinde mit einem Stammumfang von 6,20 m